# Pomezeu, Bihor
Pomezeu, mai demult Pomezău, Popmezeu (în maghiară Papmező, Kispapmező, în trad. "Câmpul Popii") este satul de reședință al comunei cu același nume din județul Bihor, Crișana, România.